# 4,4'-二苯醚二甲酸铀酰
4,4'-二苯醚二甲酸铀酰是一种配位化合物，化学式为[UO2(C14H8O5)]。它可以以一水合物的形式存在。

## 制备及结构
4,4'-二苯醚二甲酸铀酰的一水合物可由硝酸铀酰和4,4'-二苯醚二甲酸在含NaOH的水溶液中经水热反应（160 °C）得到。一水合物为单斜晶系的晶体，七配位的铀原子具有扭曲的UO7五角双锥构型。
其单DMF合物可由硝酸铀酰或乙酸铀酰和4,4'-二苯醚二甲酸在DMF中于120 °C反应得到。